# Rafik Hariri
Rafik Baha El Deen Al-Hariri (arabisk: رفيق بهاء الدين الحريري) (1. november 1944 i Sidon – 14. februar 2005 i Beirut) var en libanesisk erhvervsmand og politiker, der var landets premierminister i to perioder fra 1992-1998 og 2000-2004. Han dominerede landets politiske og økonomiske liv efter den libanesiske borgerkrig og spillede en stor rolle i genopbygningen. Han var sunnimuslim.
Hariri etablerede sig i 1965 som entreprenør i Saudi-Arabien, men vendte i 1990 tilbage til Libanon, hvor han var en af de økonomiske drivkrafter bag genopbygningen af det centrale Beirut. Han blev premierminister i 1992 og arbejdede tæt sammen med Syrien, ligesom han blev kendt for at lade egne kandidater besætte de ledende stillinger, hvilket han fik kritik for. Han distancerede sig senere fra Syrien og krævede i 2004, at landets militær skulle trække sig ud af Libanon. Da præsident Émile Lahoud efter pres fra Syrien fik forlænget sin mandatperiode, gik Hariri af i protest.
Rafik Hariri blev dræbt ved et attentat i Beirut. Sagen er uopklaret og efterforskes stadig. En FN-rapport fra 2005 påviste, at Syrien kan have været stået bag mordet. Politisk betød mordet store forandringer i det politiske liv i form af den såkaldte Cederrevolution, der udsprang af voldsomme demonstrationer mod Syriens tilstedeværelse i landet. Den pro-syriske regering faldt, og til sidste måtte Syrien trække sine styrker ud af Libanon. 